# Ali Gadzhibekov
Bản mẫu:Eastern Slavic name
Ali Amrakhovich Gadzhibekov (tiếng Nga: Али Амрахович Гаджибеков; sinh ngày 6 tháng 8 năm 1989) là một cầu thủ bóng đá người Nga gốc Lezgin. Anh thi đấu cho F.K. Krylia Sovetov Samara.

## Sự nghiệp

### Câu lạc bộ
Gadzhibekov ra mắt chuyên nghiệp tại Russian First Division năm 2006 cho F.K. Anzhi Makhachkala.
Sau 10 năm cùng với Anzhi Makhachkala, Gadzhibekov rời câu lạc bộ vào tháng 1 năm 2017 do thỏa thuận đôi bên, ký hợp đồng 3,5 năm cùng với Krylia Sovetov vào ngày 13 tháng 1 năm 2017.

## Đời sống cá nhân
Anh là em trai của Albert Gadzhibekov.

## Thống kê sự nghiệp
Tính đến trận đấu diễn ra ngày 5 tháng 12 năm 2016
| Câu lạc bộ          | Mùa giải            | Giải vô địch                | Giải vô địch | Giải vô địch | Cúp Quốc gia | Cúp Quốc gia | Cúp Liên đoàn | Cúp Liên đoàn | Châu lục | Châu lục  | Khác    | Khác      | Tổng cộng | Tổng cộng |
| Câu lạc bộ          | Mùa giải            | Hạng đấu                    | Số trận      | Bàn thắng    | Số trận      | Bàn thắng    | Số trận       | Bàn thắng     | Số trận  | Bàn thắng | Số trận | Bàn thắng | Số trận   | Bàn thắng |
| ------------------- | ------------------- | --------------------------- | ------------ | ------------ | ------------ | ------------ | ------------- | ------------- | -------- | --------- | ------- | --------- | --------- | --------- |
| Anzhi Makhachkala   | 2006                | Russian First Division      | 1            | 0            | 0            | 0            | -             | -             | -        | -         | -       | -         | 1         | 0         |
| Anzhi Makhachkala   | 2007                | Russian First Division      | 11           | 0            | 0            | 0            | -             | -             | -        | -         | -       | -         | 11        | 0         |
| Anzhi Makhachkala   | 2008                | Russian First Division      | 2            | 0            | 1            | 0            | -             | -             | -        | -         | -       | -         | 3         | 0         |
| Anzhi Makhachkala   | 2009                | Russian First Division      | 1            | 0            | 0            | 0            | -             | -             | -        | -         | -       | -         | 1         | 0         |
| Anzhi Makhachkala   | 2010                | Giải bóng đá ngoại hạng Nga | 19           | 1            | 0            | 0            | -             | -             | 0        | 0         | -       | -         | 19        | 1         |
| Anzhi Makhachkala   | 2011–12             | Giải bóng đá ngoại hạng Nga | 39           | 0            | 3            | 1            | -             | -             | -        | -         | -       | -         | 42        | 1         |
| Anzhi Makhachkala   | 2012–13             | Giải bóng đá ngoại hạng Nga | 8            | 0            | 5            | 0            | -             | -             | 1        | 0         | -       | -         | 14        | 0         |
| Anzhi Makhachkala   | 2013–14             | Giải bóng đá ngoại hạng Nga | 27           | 0            | 1            | 0            | -             | -             | 7        | 0         | -       | -         | 35        | 0         |
| Anzhi Makhachkala   | 2014–15             | Giải Quốc gia Nga           | 31           | 2            | 2            | 0            | -             | -             | -        | -         | -       | -         | 33        | 2         |
| Anzhi Makhachkala   | 2015–16             | Giải bóng đá ngoại hạng Nga | 20           | 0            | 1            | 0            | -             | -             | -        | -         | 1       | 0         | 22        | 0         |
| Anzhi Makhachkala   | 2016–17             | Giải bóng đá ngoại hạng Nga | 10           | 0            | 1            | 0            | -             | -             | -        | -         | -       | -         | 11        | 0         |
| Anzhi Makhachkala   | Tổng cộng           | Tổng cộng                   | 169          | 3            | 14           | 1            | -             | -             | 8        | 0         | 1       | 0         | 192       | 4         |
| Krylia Sovetov      | 2016–17             | Giải bóng đá ngoại hạng Nga | 0            | 0            | 0            | 0            | –             | –             | –        | –         | –       | –         | 0         | 0         |
| Tổng cộng sự nghiệp | Tổng cộng sự nghiệp | Tổng cộng sự nghiệp         | 169          | 3            | 14           | 1            | -             | -             | 8        | 0         | 1       | 0         | 192       | 4         |